# Викрадення
Ви́крадення означає протиправне таємне або відкрите вилучення чужого майна, а також протиправне таємне або відкрите захоплення і утримання людини. Словом «викрадення» позначають групу корисливих злочинів, пов'язаних з протиправним оберненням чужого майна на користь злочинця чи інших осіб.

## Загальна характеристика викрадення як корисливого злочину
Загальними ознаками, що об'єднують різні злочини цієї групи, є:
1. незаконне, безоплатне обертання чужого майна на користь винного або інших осіб;
2. корисливі мотив та мета — прагнення, спонукання до незаконного збагачення за рахунок чужого майна.

Обертання як обов'язкова ознака об'єктивної сторони злочинів цієї групи передбачає активну поведінку (дію) — вилучення чужого майна з володіння, розпорядження, користування власника або особи, якій його ввірено на законній підставі, на користь винного або інших осіб і збагачення його або інших осіб за рахунок цього майна.
Обертання має бути незаконним. Це означає, що суб'єкт немає права на це майно, оскільки воно для нього є чужим. Обертання майна має бути безоплатним, тобто воно не повертається, не оплачується, не відшкодовується власникові еквівалент його вартості.
З об'єктивної сторони викрадення належить до злочинів із матеріальним складом: крім діяння необхідною ознакою їх об'єктивної сторони є наслідки — матеріальна шкода: власник позбавляється майна, можливості володіти, користуватися, розпоряджатися ним за своєю волею. Тому закінченими ці злочини визнаються з моменту фактичного заподіяння матеріальної шкоди у певному розмірі.
Суб'єктивна сторона всіх цих злочинів характеризується прямим умислом, корисливими мотивом і метою: особа усвідомлює, що вона посягає на чужу власність, не маючи права на неї, передбачає матеріальну шкоду власникові та бажає настання цього наслідку, переслідуючи мету незаконного збагачення. Мотив корисливий — прагнення одержати матеріальну вигоду для себе або інших осіб, спонукання до незаконного збагачення за рахунок чужого майна.

## Окремі форми викрадення
1. Крадіжка — таємне викрадення чужого майна (стаття 185 Кримінального кодексу України);
2. Грабіж — відкрите викрадення чужого майна (стаття 186 КК);
3. Розбій — напад з метою заволодіння чужим майном, поєднаний із насильством, небезпечним для життя чи здоров'я особи, або з погрозою застосування такого насильства (стаття 187 КК). Є найнебезпечнішим злочином проти власності;
4. Викрадення електричної або теплової енергії шляхом її самовільного використання (стаття 1881 КК);
5. Привласнення, розтрата майна або заволодіння ним шляхом зловживання службовим становищем (стаття 191 КК).

Шахрайство (заволодіння чужим майном або придбання права на майно шляхом обману чи зловживання довірою) не є викраденням, оскільки передбачає безпосередню участь потерпілого у передачі майнових благ і добровільність його дій.
Вимагання (вимога передачі чужого майна чи права на майно або вчинення будь-яких дій майнового характеру з погрозою насильства) вважається закінченим із моменту пред'явлення вимог, тобто з моменту погрози (а не передачі майна), а отже не є викраденням.

Поняття викрадення також застосовується в наступних контекстах:
- Викрадення людини — ст. 146 Кримінального кодексу України
  - Викрадення осіб, які мають міжнародний захист[3] — ст. 444;
  - Погроза викраденням щодо державного чи громадського діяча[4], а також щодо їх близьких родичів, вчинена у зв'язку з їх державною чи громадською діяльністю — ст. 346;
- Викрадення виборчого бюлетеня, бюлетеня для голосування на референдумі, виборчого протоколу чи протоколу комісії з референдуму або скриньки з бюлетенями — ст. 158;
- Викрадення вогнепальної зброї, бойових припасів, вибухових речовин чи радіоактивних матеріалів — ст. 262;
- Незаконне заволодіння транспортним засобом — ст. 289;
- Викрадення наркотичних засобів, психотропних речовин або їх аналогів — ст. 308;
- Викрадення прекурсорів — ст. 312;
- Викрадення обладнання, призначеного для виготовлення наркотичних засобів, психотропних речовин або їх аналогів — ст. 313;
- Викрадення документів, штампів, печаток — ст. 357;
- Викрадення військовослужбовцем зброї, бойових припасів, вибухових або інших бойових речовин, засобів пересування, військової та спеціальної техніки чи іншого військового майна — ст. 410;
- Мародерство, тобто викрадення на полі бою речей, що знаходяться при вбитих чи поранених — ст. 432.

- Дрібне викрадення чужого майна шляхом крадіжки, шахрайства, привласнення чи розтрати (вартість майна не перевищує 0,2 неоподатковуваного мінімуму доходів громадян) — ст. 51 Кодексу України про адміністративні правопорушення.